# ベト・ダ・シルバ
ベト・ダ・シルバ（Beto da Silva）こと、ルイス・ウンベルト・ダ・シルバ・シルバ（Luiz Humberto da Silva Silva 、1996年12月28日 - ）は、ペルーの首都リマ出身のプロサッカー選手。ペルー代表。ポジションは、フォワード。

## 経歴

### 初期
ペルーの首都リマにてブラジル人の父とペルー人の母との間に生まれ、6歳でブラジルのポルト・アレグレに移住した。当地に本拠地を置くSCインテルナシオナルでプレーを始めた。2010年にペルーに帰国し、16歳の時にスポルティング・クリスタルでプロデビュー。

### PSV
2016年1月、PSVアイントホーフェンに移籍。
リザーブチームのヨングPSVでプレーした後、2017年1月6日にトップチームに昇格。14日のSBVエクセルシオール戦でさっそくベンチ入りした。

### グレミオ
2017年1月20日、ユース時代に所属したグレミオFBPAに移籍。

### UANLティグレス
2018年9月4日、UANLティグレスに移籍。

## 代表
その出自からブラジル代表を選択することも出来たが、出生地のペルー代表を選択した。
2016年5月の親善試合・トリニダード・トバゴ戦でペルー代表初出場。

## タイトル

### クラブ
スポルティング・クリスタル
- プリメーラ・ディビシオン: 2014

グレミオFBPA
- コパ・リベルタドーレス]: 2017